# Sankt Stephan
Sankt Stephan es una comuna suiza del cantón de Berna, situada en el distrito administrativo de Obersimmental-Saanen. Limita al norte con la comuna de Zweisimmen, al noreste con Diemtigen, al sureste con Adelboden, al sur con Lenk im Simmental, y al oeste con Saanen.
Hasta el 31 de diciembre de 2009 situada en el distrito de Obersimmental.

## Transporte
- Línea ferroviaria MOB Zweisimmen – Lenk im Simmental